# بواز (ألاباما)
بواز (بالإنجليزية: Boaz)‏ هي مدينة أمريكية تقع في ولاية ألاباما.تبلغ مساحة هذه المدينة 31.7 (كم²)،ويبلغ عدد سكانها 8213 نسمة حسب إحصاء سنة 2010 م.تشير الإحصاءات بأن الكثافة السكانية في هذه المدينة تقدر بـ(233.8) نسمة/كم2.

## التركيبة السكانية
حدّد مكتب تعداد الولايات المتحدة بيانات التركيبة السكانية لبواز في تعداد الولايات المتحدة. في ما يلي، التركيبة السكانية حسب تعدادي 2000 و2010.

### تعداد عام 2000
بلغ عدد سكان بواز 7,411 نسمة بحسب تعداد عام 2000، وبلغ عدد الأسر 3,155 أسرة وعدد العائلات 2,086 عائلة مقيمة في المدينة. في حين سجلت الكثافة السكانية 195.8 نسمة لكل كيلومتر مربع (507.1/ميل2). وبلغ عدد الوحدات السكنية 3,468 وحدة بمتوسط كثافة قدره 91.6 لكل كيلومتر مربع (237.2/ميل2).
وتوزع التركيب العرقي للمدينة بنسبة 93.50% من البيض و1.31% من الأمريكيين الأفارقة و0.47% من الأمريكيين الأصليين و0.45% من الأمريكيين ذوي الأصول الآسيوية و0.04% من سكان جزر المحيط الهادئ و3.01% من الأعراق الأخرى و1.23% من عرقين مختلطين أو أكثر و4.98% من الهسبانيون أو اللاتينيون من أي عرق.
بلغ عدد الأسر 3,155 أسرة كانت نسبة 31.4% منها لديها أطفال تحت سن الثامنة عشر تعيش معهم، وبلغت نسبة الأزواج القاطنين مع بعضهم البعض 50.8% من أصل المجموع الكلي للأسر، ونسبة 12.6% من الأسر كان لديها معيلات من الإناث دون وجود شريك، بينما كانت نسبة 2.8% من الأسر لديها معيلون من الذكور دون وجود شريكة وكانت نسبة 33.9% من غير العائلات. تألفت نسبة 30.7% من أصل جميع الأسر من عدة أفراد يعيشون في نفس المنزل ونسبة 16.3% كانت تتألف من شخص يعيش بمفرده يبلغ من العمر 65 عاماً أو أكثر. وبلغ متوسط حجم الأسرة المعيشية 2.30، أما متوسط حجم العائلات فبلغ 2.86.
بلغ العمر الوسطي للسكان 39.4 عاماً. وكانت نسبة 23% من القاطنين تحت سن الثامنة عشر، وكانت نسبة 7.8% بين الثامنة عشر والرابعة والعشرين عاماً، ونسبة 26.1% كانت واقعةً في الفئة العمرية ما بين الخامسة والعشرين والرابعة والأربعين عاماً، ونسبة 23.2% كانت ما بين الخامسة والأربعين والرابعة والستين، ونسبة 17.9% كانت ضمن فئة الخامسة والستين عاماً فما فوق. يوجد لكل 100 أنثى 84.4 ذكر، ويوجد لكل 100 أنثى في الثامنة عشر من عمرها فما فوق 79.2 ذكر.
بلغ متوسط دخل الأسرة في المدينة 25,699 دولارًا، أما متوسط دخل العائلة فبلغ 34,018 دولارًا. وكان متوسط دخل الذكور 29,504 دولارًا مقابل 21,750 دولارًا للإناث. وسجل دخل الفرد الخاص بالمدينة 15,664 دولارًا. وكانت نسبة 13.9% من العائلات ونسبة 18.7% من السكان تحت خط الفقر، وكان من هؤلاء نسبة 22% تحت سن الثامنة عشر ونسبة 25.4% في الخامسة والستين من العمر وما فوق.

### تعداد عام 2010
بلغ عدد سكان بواز 9,551 نسمة بحسب تعداد عام 2010، وبلغ عدد الأسر 3,712 أسرة وعدد العائلات 2,479 عائلة مقيمة في المدينة. في حين سجلت الكثافة السكانية 252.3 نسمة لكل كيلومتر مربع (653.5/ميل2). وبلغ عدد الوحدات السكنية 4,036 وحدة بمتوسط كثافة قدره 106.6 لكل كيلومتر مربع (276.1/ميل2).
وتوزع التركيب العرقي للمدينة بنسبة 87.29% من البيض و1.77% من الأمريكيين الأفارقة و0.42% من الأمريكيين الأصليين و0.71% من الأمريكيين ذوي الأصول الآسيوية و0.31% من سكان جزر المحيط الهادئ و7.85% من الأعراق الأخرى و1.64% من عرقين مختلطين أو أكثر و14.20% من الهسبانيون أو اللاتينيون من أي عرق.
بلغ عدد الأسر 3,712 أسرة كانت نسبة 35.1% منها لديها أطفال تحت سن الثامنة عشر تعيش معهم، وبلغت نسبة الأزواج القاطنين مع بعضهم البعض 46.7% من أصل المجموع الكلي للأسر، ونسبة 14.3% من الأسر كان لديها معيلات من الإناث دون وجود شريك، بينما كانت نسبة 5.7% من الأسر لديها معيلون من الذكور دون وجود شريكة وكانت نسبة 33.2% من غير العائلات. تألفت نسبة 29.6% من أصل جميع الأسر من عدة أفراد يعيشون في نفس المنزل ونسبة 14.7% كانت تتألف من شخص يعيش بمفرده يبلغ من العمر 65 عاماً أو أكثر. وبلغ متوسط حجم الأسرة المعيشية 2.52، أما متوسط حجم العائلات فبلغ 3.11.
بلغ العمر الوسطي للسكان 36.0 عاماً. وكانت نسبة 25.9% من القاطنين تحت سن الثامنة عشر، وكانت نسبة 9.5% بين الثامنة عشر والرابعة والعشرين عاماً، ونسبة 26% كانت واقعةً في الفئة العمرية ما بين الخامسة والعشرين والرابعة والأربعين عاماً، ونسبة 22.2% كانت ما بين الخامسة والأربعين والرابعة والستين، ونسبة 16.4% كانت ضمن فئة الخامسة والستين عاماً فما فوق. وتوزع التركيب الجنسي للسكان بنسبة 47.4% ذكور و52.6% إناث.